# RELOAD (BACK-ONのアルバム)
『RELOAD』（リロード）は、BACK-ONの4枚目のオリジナルアルバム。2014年10月1日にcutting edgeから発売された。

## 概要
2013年からのタイアップ音源をすべて収録している。
2015年10月30日にハイレゾ音源（48khz24bit）として配信が開始された。

## 収録曲

### CD
1. ニブンノイチ
12th両A面シングル。テレビ東京系アニメ『ガンダムビルドファイターズ』のオープニングテーマ。
2. STRIKE BACK
14th両A面シングル。テレビ東京系アニメ『FAIRY TAIL』オープニングテーマ
3. INFINITY
12th両A面シングル。PS VITA版『ガンダムブレイカー』のオープニングテーマ。
4. wimp ft. Lil' Fang (from FAKY)
13thシングル。『ガンダムビルドファイターズ』のオープニングテーマ。
5. Life rolls on
6. RELOAD
7. イマジニ ft. Duran （from Made in Asia）
8. READY SET GO!
9. Around the world
『SDガンダム GGENERATION FRONTIER』のタイトル画面のBGM、CMソングとして使用されている。
10. BUZZ BOY
初CD化。配信限定シングル。
UULAにて配信された『エリートヤンキー三郎』の主題歌。
11. Milky way
12. Departure
14th両A面シングル。2014年 日本工学院専門学校 CMソング

### DVD
1. ニブンノイチ Music Video
2. wimp ft. Lil' Fang （from FAKY） Music Video
3. Departure Music Video
4. STRIKE BACK Music Video
5. BakuTube Special BACK-ON BRAZIL TOUR!!

## 演奏
- KENJI03：MC, Guitar
- TEEDA：MC
- SHU：Guitar
- GORI：Bass
- Ryo Aiba：Drums (#1-5.7.8.9.11.12)
- 髭白健：Drums (#6.10)

| スタブアイコン | サブスタブ | この項目は、まだ閲覧者の調べものの参照としては役立たない、アルバムに関連した書きかけの項目です。この項目を加筆・訂正などしてくださる協力者を求めています（P:音楽/PJ:アルバム）。 |